# 조민선
조민선(曺敏仙, 1972년 3월 21일~)은 대한민국 유도 선수, 대학 교수이다. 1996년 하계 올림픽 여자 유도 미들급에서 금메달을 획득했으며 2000년 하계 올림픽에서 여자 유도 미들급에서 동메달을 획득했다.

## 선수 경력
1972년에 전라남도 영암에서 태어났으나 서울로 이사를 하면서 생활을 했다. 서울체육중학교로 입학을 하면서 유도를 배우기 시작했고 1988년에는 서울체육고등학교 입학과 동시에 국가대표로 발탁되었다. 1988년에 시리아 다마스타쿠스에서 열린 아시아 유도 선수권 대회에서 최연소로 동메달을 획득하였고 52kg급으로 체급을 올려 1989년에 10월에는 유고슬라비아에서 열린 베오그라드 세계 유도 선수권 대회에서도 동메달을 획득하고. 1990년 2월에는 프랑스 파리 오픈 대회에서도 금메달을 획득을 시작으로 4월 파리 세계 청소년 유도 선수권 대회에서도 금메달 획득했나. 베이징 아시안 게임에서는 동메달에 그쳤으나 1991년 전국대회에서는 5체급을 달성해 주목받기 시작했으나 1992 바르셀로나 올림픽선발전에서는 박지영에게 패해 올림픽을 진출에는 실패를 하고 만다.
그러나 1993년에 66kg급으로 체급을 올리면서 독일 오픈 대회에서 다시 금메달 획득을 시작으로 10월 캐나다 해밀턴에서 열린 세계 유도 선수권 대회에서 처음으로 금메달을 획득하고 11월 마카오에서 열린 아시아 유도 선수권 대회에서도 금메달을 차지했으나 히로시마 아시안 게임 결승전에서는 일본의 오이시 아이코에 패해 은메달에 머물렀으나. 1995년에 프랑스 파리 오픈 대회에서 금메달을 획득해 3연패를 달성하고 10월에는 일본 지바에서 열린 세계 유도 선수권 대회에서 다시 금메달을 차지해 2연패를 달성하게 되며 8월에 열린 1995년 하계 유니버시아드 대회에서 처음으로 금메달을 획득하고 11월 인도 뉴델리에서 열린 아시아 유도 선수권 대회에서 동메달을 획득하면서 여자 유도계의 대표 선수로 부상하게 된다.
1996년 2월에 열린 오스트리아 오픈 대회에서 4연패를 달성하고 1996년 애틀랜타 올림픽에서는 1회전부터 브라질의 캄포스를 한판승으로 이기고 2회전 역시 중국의 왕시아보를 한판승으로 다시 누르고 3회전 역시 도미니카의 피나를 누르고 준결승전에서는 네덜란드의 클라우디아 즈비어스를 한판으로 이기고 결승전에서는 폴란드의 슈체판스카를 누르고 이기고 여자 유도 선수 두번째로 금메달을 획득하게 된다. 1997년 2월 독일 오픈에서 우승해 5연패를 달성하고 10월에 열린 프랑스 파리 세계 유도 선수권 대회에서 동메달을 획득을 끝으로 1998년에 은퇴를 하였으나 1999년에 다시 국가대표로 복귀했고 70kg급으로 체급을 올려
2000년 시드니 올림픽에 출천했으나 동메달을 획득하고 다시 은퇴를 선택했다.

## 은퇴 후
시드니 올림픽 은퇴 후 한국체육대학교 교수로 활동하고 있다.

## 수상

### 수훈
- 체육훈장 청룡장(2001년 10월 25일)
- 체육훈장 거상장(1994년 4월 21일)
- 체육훈장 기린장(1990년 12월 31일)
- 대통령표창(1989년 9월 8일)